# 사우스실즈

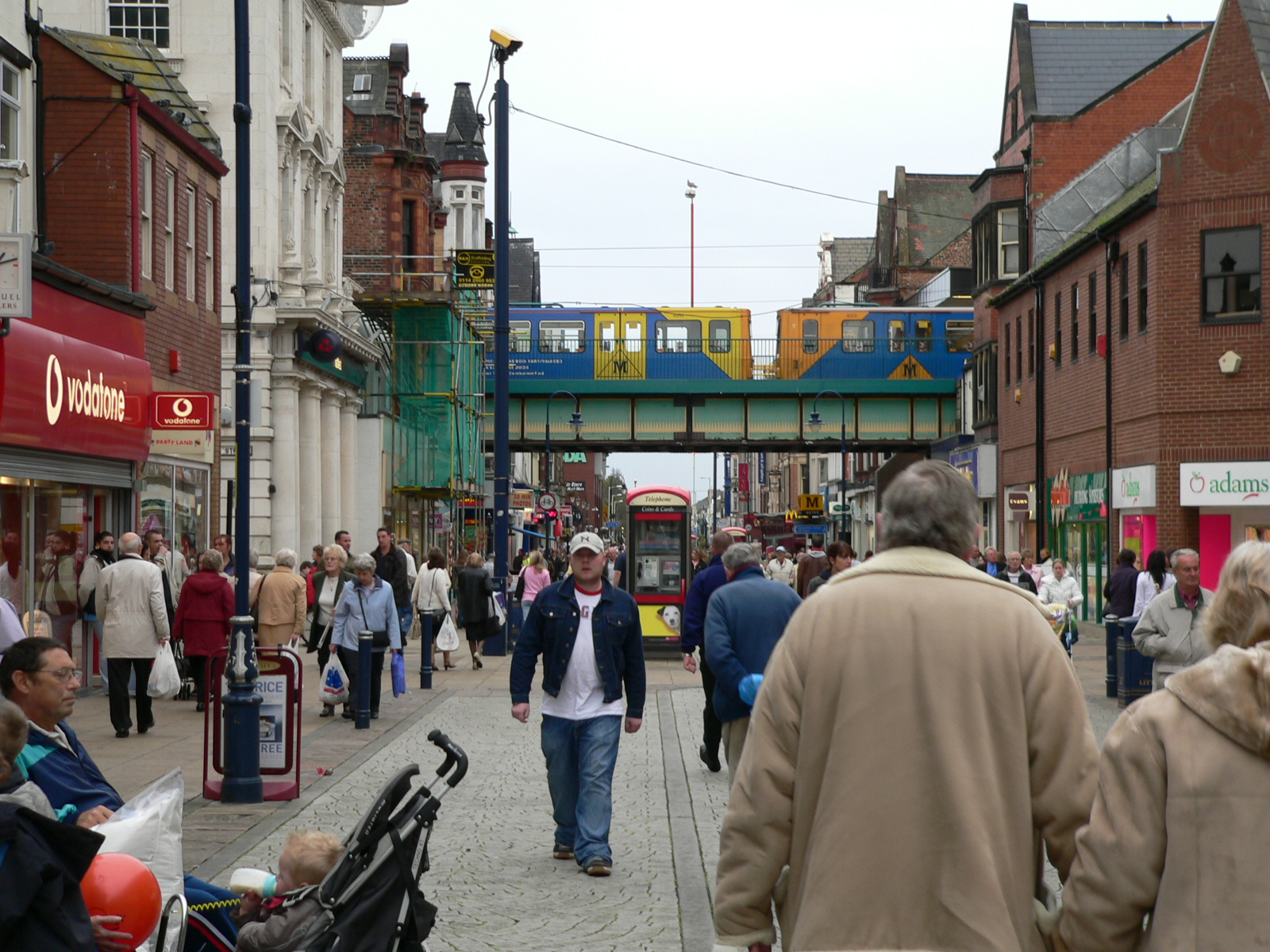
사우스실즈

사우스실즈(South Shields)는 잉글랜드 타인 위어 주에 위치한 도시이다. 타인강 하구의 우안인 동시에 북해에 인접한 항구 도시이다. 인구는 2001년 조사 기준 82,854명이다.
전통적인 노동당 강세 지역으로 평가받는다.
영화 감독 리들리 스콧이 태어난 곳이며, 1억 권 넘게 읽힌 로맨스 소설 작가 캐서린 쿡슨의 출신지로 홍보된 바 있다. 

## 사회
1890년대부터 예멘 출신의 이주민들이 정착하기 시작했으며 약 1,000명 가량의 예멘인이 거주하고 있다. 일자리 문제에서 비롯된 인종 갈등으로 1919년과 1930년에 두 차례의 아랍인 봉기가 있었지만 지금은 안정된 모습을 보인다. 영국에서 가장 오래된 모스크 중 하나인 알 아즈하르 모스크와 예멘인 학교가 있다. 알 아즈하르 모스크는 1977년 무하마드 알리가 방문하면서 많은 주목을 받았다. 널리 알려진 대중음악 가수 제이드 설웰 역시 이곳의 예멘인 사회에서 자랐다.
북동부 잉글랜드에서 방글라데시인이 세 번째로 많이 살고 있는 지역이다. 2008년에 방글라데시 복지 협회가 문을 열었다.

## 경제
사우스실즈의 마지막 조선소였던 존 레드헤드 앤 선즈는 1984년 폐업했으며 마지막 석탄 갱도는 1993년 폐쇄되었다. 많은 전문 노동 인력에도 불구하고 한때 영국 본토에서 가장 높은 실업률을 기록했다.
오늘날 대부분의 주민들은 뉴캐슬어폰타인과 인근 지역으로 통근하며 상당수가 서비스업에 종사하고 있다.

## 출신 인물
- 걸그룹 리틀 믹스의 제이드 설웰과 페리 에드워즈
- 바버 자켓의 창시자 존 바버(John Barbour)
- 영화감독 리들리 스콧
- 윌리엄스 F1 팀의 초대 단장 프랭크 윌리엄스

## 기후
| South Shields의 기후     | South Shields의 기후 | South Shields의 기후 | South Shields의 기후 | South Shields의 기후 | South Shields의 기후 | South Shields의 기후 | South Shields의 기후 | South Shields의 기후 | South Shields의 기후 | South Shields의 기후 | South Shields의 기후 | South Shields의 기후 | South Shields의 기후 |
| 월                       | 1월                  | 2월                  | 3월                  | 4월                  | 5월                  | 6월                  | 7월                  | 8월                  | 9월                  | 10월                 | 11월                 | 12월                 | 연간                 |
| ------------------------ | -------------------- | -------------------- | -------------------- | -------------------- | -------------------- | -------------------- | -------------------- | -------------------- | -------------------- | -------------------- | -------------------- | -------------------- | -------------------- |
| 일평균 최고 기온 °C (°F) | 7 (45)               | 8 (46)               | 9 (48)               | 10 (50)              | 13 (55)              | 15 (59)              | 18 (64)              | 18 (64)              | 16 (61)              | 13 (55)              | 9 (48)               | 7 (45)               | 12 (54)              |
| 일평균 최저 기온 °C (°F) | 3 (37)               | 3 (37)               | 4 (39)               | 5 (41)               | 8 (46)               | 10 (50)              | 13 (55)              | 13 (55)              | 10 (50)              | 8 (46)               | 5 (41)               | 3 (37)               | 7 (45)               |
| 평균 강수량 mm (인치)    | 33 (1.3)             | 33 (1.3)             | 30 (1.2)             | 43 (1.7)             | 48 (1.9)             | 43 (1.7)             | 38 (1.5)             | 48 (1.9)             | 48 (1.9)             | 53 (2.1)             | 53 (2.1)             | 51 (2)               | 520 (20.6)           |
| 출처: Weatherbase        |                      |                      |                      |                      |                      |                      |                      |                      |                      |                      |                      |                      |                      |